# ۲۲ آوریل
۲۲ آوریل در تقویم گرگوری، صد و دوازدهمین (در سال‌های کبیسه صد و سیزدهمین) روز سال است. ۲۵۳ روز تا پایان سال باقی است.

## مناسبت‌ها
- روز جهانی زمین

## زادگان
- ۵۷۱ - محمد، پیامبر مسلمانان
- ۱۴۵۱ - ایزابلای یکم، شهبانوی کاستیا و آراگون (م. ۱۵۰۴)
- ۱۷۰۷ - هنری فیلدینگ، نویسندهٔ انگلیسی (م. ۱۷۵۴)
- ۱۷۲۴ - ایمانوئل کانت، فیلسوف آلمانی (م. ۱۸۰۴)
- ۱۸۷۰ - ولادیمیر لنین، انقلابی و سیاستمدار مارکسیست روس (م. ۱۹۲۴)
- ۱۹۳۴ - یاور همدانی، شاعر و پژوهشگر ایرانی
- ۱۹۴۲ - آلفرد روک، سیاستمدار فلسطینی.[۱]
- ۱۹۸۲ - کاکا، فوتبالست
- ۱۸۹۹- ولادیمیرویچ ناباکوف، نویسنده روسی (م. ۱۹۷۷)
- ۱۹۹۰- میلا الزهرانی،  بازیگر سعودی.[۲]